# 塞当伊什
塞当伊什是葡萄牙布拉干萨区的一个堂区。总面积25.34平方公里，总人口455人，人口密度18人/平方公里。